# 뤄룽환

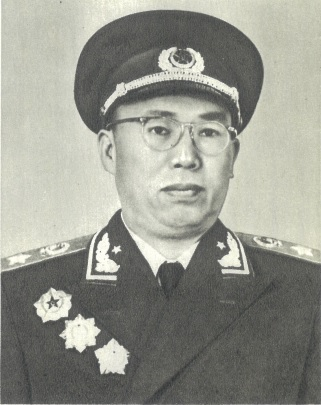
뤄룽환

뤄룽환(중국어 간체자: 罗荣桓, 정체자: 羅榮桓, 병음: Luó Rónghuán 나영환[*], 한자음: 라영환, 1902년 11월 26일 ~ 1963년 12월 16일)은 중화인민공화국 원수 중 한 사람이다.

## 생애
뤄룽환은 후난성 헝산현에서 태어났다. 1927년 4월 중국 공산당의 청년 조직인 중국공산주의청년단에 가입했고, 후에 당에도 가입했다. 장정 기간 동안에 그는 당의 보안책임자로 일했다.
제2차 세계 대전 이후에 국공 내전이 본격화하자, 그는 린뱌오가 지휘하는 동북인민해방군 (후에 인민해방군 제4야전군으로 개칭)의 정치위원으로 근무하였다. 잘 알려지지 않았지만, 1948년 가을에서 겨울까지 만주에서 거둔 린뱌오의 승리에는 뤄의 공헌이 지대했다. 린뱌오의 군사적 승리때문에 뤄의 업적이 가렸지만, 뤄가 실시한 정책으로 공산군은 지역주민의 지지를 획득하여 승리의 큰 요인이 된 것이다. 이 승리는 중공 측의 최초의 승리였고, 이를 기점으로 전세는 역전되기 시작하여 이로부터 1년 만에 중국 국민당은 타이완으로 중화민국 정부를 옮기기에 이르고 중화인민공화국이 수립될 수 있었다.
1955년 인민해방군에 계급제도가 도입되자 중화인민공화국 원수 계급을 부여받았고, 1963년에 위암으로 베이징에서 사망하였다.